# Tim Handwerker
Tim-Henry Handwerker (Bergisch Gladbach, 19 maggio 1998) è un calciatore tedesco, difensore dell'Arminia Bielefeld.

## Caratteristiche tecniche
È un terzino sinistro.

## Carriera

### Club
È cresciuto nelle giovanili del Bayer Leverkusen.
Nel 2017 è stato acquistato dal Colonia, con cui ha esordito il 1º ottobre 2017 in un match perso 2-1 contro il RB Lipsia.
Nel 2018-2019 gioca in prestito in Olanda nel Groningen con cui mette insieme 34 presenze tra campionato e coppa.
Nel luglio del 2019 viene ceduto al Norimberga.

### Nazionale
Ha giocato nelle nazionali giovanili tedesche Under-19 ed Under-21.

## Statistiche

### Presenze e reti nei club
Statistiche aggiornate al 24 dicembre 2017.
| Stagione        | Squadra         | Campionato      | Campionato | Campionato | Coppe nazionali | Coppe nazionali | Coppe nazionali | Coppe continentali | Coppe continentali | Coppe continentali | Altre coppe | Altre coppe | Altre coppe | Totale | Totale | Totale |
| Stagione        | Squadra         | Comp            | Pres       | Reti       | Comp            | Pres            | Reti            | Comp               | Pres               | Reti               | Comp        | Pres        | Reti        | Pres   | Reti   |        |
| --------------- | --------------- | --------------- | ---------- | ---------- | --------------- | --------------- | --------------- | ------------------ | ------------------ | ------------------ | ----------- | ----------- | ----------- | ------ | ------ | ------ |
| 2017-2018       | Colonia         | BUN             | 9          | 0          | CG              | 1               | 0               | UEL                | 0                  | 0                  |             | -           | -           | 10     | 0      |        |
| Totale carriera | Totale carriera | Totale carriera | 9          | 0          |                 | 1               | 0               |                    | 0                  | 0                  |             | -           | -           | 10     | 0      |        |